# Alexis Maridor
Alexis Maridor (* 15. Juli 1848 in Fenin; † 1909 in Paris) war ein Schweizer Schriftsteller.
Er war Redakteur der Parteizeitung National Suisse und gehörte 1889 für die Radikalen zum Stadtcollège von La Chaux-de-Fonds.
1899 wurde sein Verlag A. Maridor in La Chaux-de-Fonds liquidiert.
Es wird vermutet, dass der 1896 in seinem Verlag unter dem Pseudonym Paul Des Alpes veröffentlichte Roman Beppa ou Martyrisée, der die in Genf handelnde Geschichte einer entführten Frau zum Thema hat, von ihm stammt.

## Werke
- La Récréation. Journal littéraire hebdomadaire. 1869.
- Le colonel (Jules) Philippin. Esquisse biographique par Alexis Maridor, Rédacteur du National Suisse. Suivie des Mémoires du colonel (autobiographie) rédigés par lui-même en 1881–1882, avec son portrait. 1883.
- La Muse romande. Première année, 1890–1891. Mit einem Vorwort von Virgile Rossel.[5] Zahn, La Chaux-de-Fonds 1891.
- Quelques notes sur la future organisation de l'établissement des jeunes garçons projeté à La Chaux-de-Fonds. Conseil général, La Chaux-de-Fonds 1891, OCLC 79692230.
- Le colonel Philippin. Esquisse biographique suivie des mémoires du colonel. 1893.
- mit Elie Doutrebande: La Muse romande. Deuxieme année, 1890–1893. Mit einem Vorwort von Henri Warnery.[5] La Chaux-de-Fonds 1893.
- Nos fêtes. 1894–1897.
- Maître Brosse. Roman de moeurs suisses. Maridor, La Chaux-de-Fonds 1897, OCLC 718144990.